# Ján Bojmír
Ján Bojmír (pův. Bornemisza) (23. října 1887, Jazernica – 15. února 1970, Martin) byl slovenský publicista, pedagog, organizátor turistiky.
Jeho otcem byl Ján Bornemisza, matkou Marie rod. Kováčová.

## Životopis
Narodil se v strážním domě u železniční trati v Jazernici. Jeho otec byl železničář, matka se starala o domácnost. Studoval na učitelském ústavu v Klášteře pod Znievom. V letech 1926 až 1928 absolvoval vysokoškolský kurz. Učitel na lidové škole (1921 až 1924), na měšťanské škole (1926 až 1928), 1924 až 1926 školní inspektor v Banské Bystrici. Od studentských dob se věnoval turistice. Funkcionář turistických organizací v místech, kde působil. Zřizovatel a spoluautor turistických průvodců, od 1923 značkař turistických stezek. Výrazná postava turistické fotografie 30. až 60. let. Publikoval články o přírodních krásách o ochraně přírody a o metodice vyučování.
Jeho jméno nese "chodník Janka Bojmíra" na Velké Fatře vedoucí od osady Gader na vrchol Tlsté.